# Veni Creator Spiritus

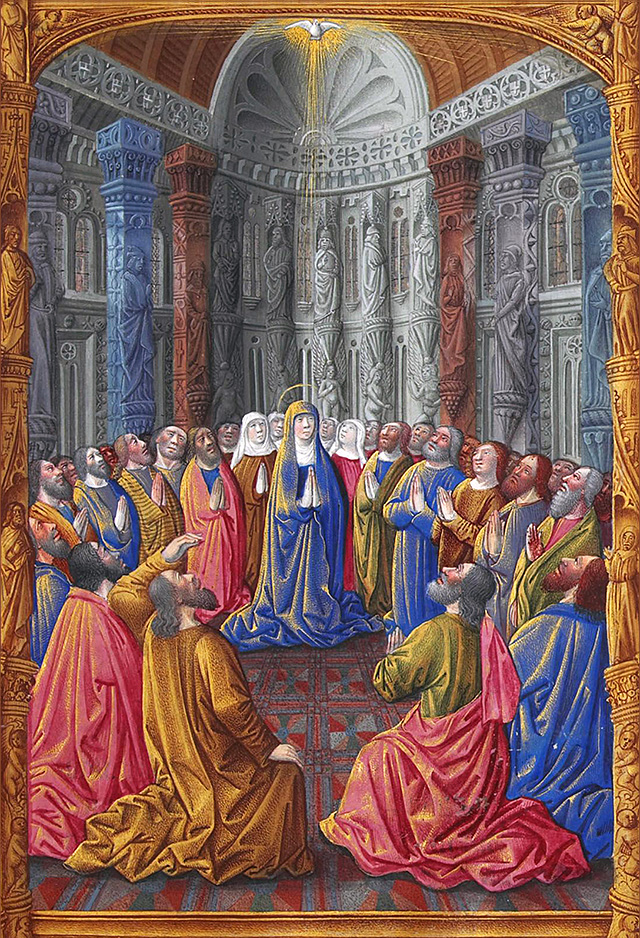
O Espírito Santo desce sobre a Virgem e os Apóstolos (iluminura de Les Très Riches Heures du duc de Berry).

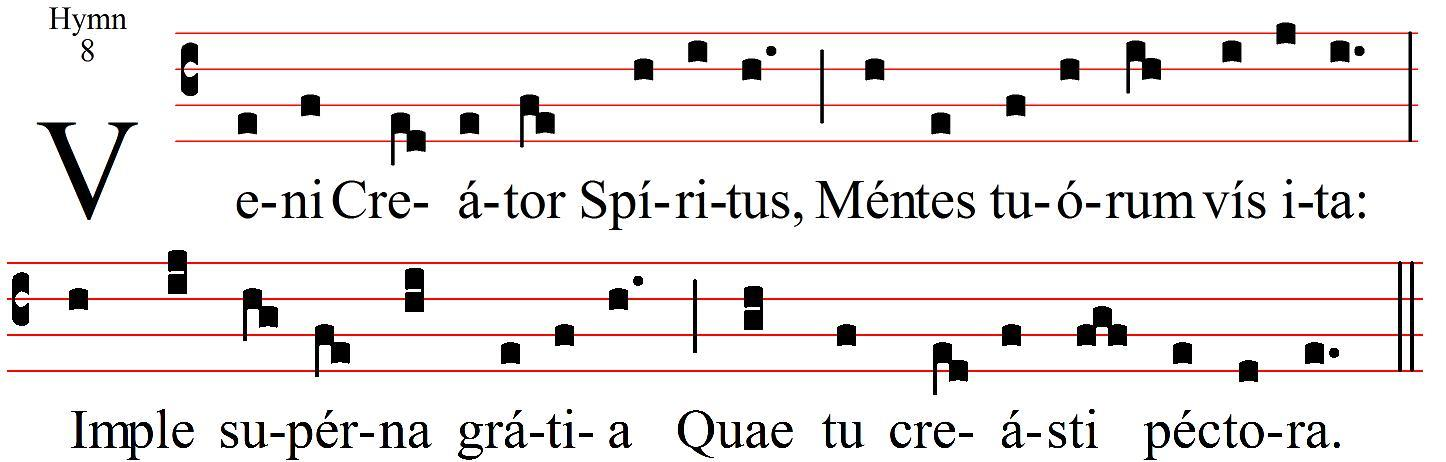
Primeiros versos do hino Veni Creator Spiritus em notação musical antiga

Veni Creator Spiritus (Vem Espírito Criador) é um hino da Igreja Católica e outras igrejas cristãs, provavelmente composto por Rabano Mauro, no século IX.
Quanto o texto original em latim é usado, é normalmente cantado em canto gregoriano. Trata-se de uma invocação ao Espírito Santo, e é cantado nas celebrações litúrgicas da festa do Pentecostes (tanto nas Terças como nas Vésperas). Também é cantado em outras ocasiões, como na entrada dos cardeais para a Capela Sistina aquando de um conclave para escolha de um Papa, na consagração de bispos, na ordenação sacerdotal, no sacramento da Confirmação (Crisma), na dedicação de templos, na celebração de sínodo ou concílios, na coroação de reis, na profissão de fé de membros de instituições religiosas e em outros eventos solenes.
Este hino também é amplamente usado pela Comunhão Anglicana surgindo, por exemplo, na ordenação sacerdotal e consagração de bispos no Book of Common Prayer, de 1662. Foi traduzido em várias línguas; por exemplo, em inglês existe o Creator Spirit! by whose aid, escrito em 1690 por John Dryden e publicado no "The Church Hymn Book" de 1872 (n. 313). Martinho Lutero usou-o como base para o seu coral de Pentecostes "Komm, Gott Schöpfer, Heiliger Geist" composto em 1524.
Gustav Mahler usou o texto latino para a primeira parte da sua sinfonia n.º 8 em mi bemol maior. O texto foi adaptado para coro e orquestra por Cristóbal Halffter. Um motete para vozes femininas com base no hino é uma das últimas obras de Hector Berlioz. O compositor Krzysztof Penderecki escreveu um motete para coro misto, e Paul Hindemith concluiu o seu concerto para órgão e orquestra com uma "fantasia" baseada no "Veni Creator Spiritus." Maurice Duruflé usou a melodia como base para uma composição sinfónica para órgão intitulada "Prélude, Adagio et Choral varié sur le thème du 'Veni Creator'" em 1930.
A versão mais comum do texto latino do hino, com sete estrofes, na versão do Liber Usualis, é o seguinte:
| Texto latino | Tradução para português (trata-se de um poema e não de uma tradução literal do latim) | |
| Veni, creator Spiritus mentes tuorum visita, imple superna gratia, quae tu creasti pectora. | Vinde, Espírito criador, visitai as Vossas almas; enchei com a graça do alto os corações que criastes. | |
| Qui diceris Paraclitus, (ou Qui Paraclitus diceris) altissimi donum Dei, fons vivus, ignis, caritas et spiritalis unctio. | Sois chamado Consolador (Paráclito), altíssimo dom de Deus, fonte viva, fogo, caridade e unção espiritual. | |
| Tu septiformis munere, digitus paternae dexterae tu rite promissum Patris sermone ditans guttura. | Vós que sete dons tendes, o dedo da direita de Deus, solene promessa do Pai que as palavras inspirais. | |
| Accende lumen sensibus, infunde amorem cordibus, infirma nostri corporis, virtute firmans perpeti. | Iluminai os sentidos, infundi o amor nos corações, fortalecei os nossos corpos fortalecei-os [de virtude] para sempre. | |
| Hostem repellas longius pacemque dones protinus; ductore sic te praevio vitemus omne noxium. | Afastai para longe o inimigo, dai-nos a paz sem demora; e assim guiados por Vós, evitaremos todo o mal. | |
| Per te sciamus da Patrem noscamus atque Filium, teque utriusque Spiritum credamus omni tempore. | Fazei-nos conhecer o Pai, e revelai-nos o Filho, para acreditar sempre em Vós, Espírito que de ambos procedeis. | Tradução da oração invocatória do Divino difundida pelo Brasil |
| Deo Patri sit gloria, et Filio qui a mortuis Surrexit, ac Paraclito, in saeculorum saecula. Amen. | Glória seja dada ao Pai, e ao Filho, que da morte ressuscitou, e ao [Espírito] Paráclito, pelos séculos dos séculos. Amen. | Vinde, Espírito Santo e enchei os corações dos Vossos fiéis. Acendei neles o fogo do Vosso Amor |
| V. Emitte Spiritum tuum, et creabuntur: R. Et renovabis faciem terrae. | V. Venha o Vosso Espírito, e criai. R. E renovai a face da Terra. | Enviai, Senhor, o Vosso Espírito e tudo será criado! E renovareis a face da Terra! |
| Oremus: Deus qui corda fidelium Sancti Spiritus illustratione docuisti: da nobis in eodem Spiritu recta sapere, et de eius semper consolatione gaudere. Per Dominum nostrum Jesum Christum, Filium tuum, qui tecum vivit et regnat in unitate eiusdem Spiritus Sancti Deus. Per omnia saecula saeculorum. Amen. | Oremos: Ó Deus, que instruístes os corações dos fiéis pela luz do Santo Espírito: dai-nos no mesmo Espírito sabedoria com retidão, e júbilo no Seu consolo. Por Jesus Cristo, Vosso filho,que vive e reina Convosco na Unidade do Espírito Santo, pelos séculos dos séculos. Amém. | Oremos: Ó Deus, que instruístes os corações dos Vossos fiéis com a luz do Espírito Santo, fazei que apreciemos retamente todas as coisas, segundo o mesmo Espírito. E gozemos sempre de Sua consolação. Por Cristo, Senhor Nosso. Amém. |

## Mídia
- Veni Creator (polifônico a três vozes, anônimo, provavelmente da segunda metade do século XIX), tradicionalmente executado na Novena do Divino pelo Coro e Orquestra Nossa Senhora do Rosário de Pirenópolis, na 190º Festa do Divino de Pirenópolis, em 2007.

Veni Creator Spiritus,
Mentes tuorum visita,
Imple superna gratia,
Quae tu creasti, pectora.

## Versão para canto gregoriano
O hino é tradicionalmente entoado sob a forma de canto gregoriano, sendo em geral seguida a seguinte métrica:
| Métrica | Texto do Liber Usualis |
| --- | --- |
| υ – υ – – – υ – – – υ – – – υ – – – υ – – – υ x – – υ – υ – υ – – – υ – – – υ – – – υ – υ – υ – – – υ – – – υ x – – υ – – – υ – – – υ – – – υ x – – υ – – – υ – – – υ – υ – υ – – – υ – – – υ – – – υ – υ – υ – – – k – – – υ – – – υ – – – υ x υ – υ – – – υ x – – υ – – – υ – – – υ – υ – υ – – – υ – – – υ x Significado das abreviaturas: - As sílabas entre parentesis rectos são elididas na versão vocal (não são pronunciadas). - – sílaba longa - υ sílaba curta - x sílaba alongada - k sílaba abreviada | Veni, Creator Spiritus, mentes tuorum visita, imple superna gratia, quae tu creasti, pectora. Qui diceris Paraclitus, altissimi donum Dei, fons vivus, ignis, caritas et spiritalis unctio. Tu, septiformis munere, dig[i]tus paternae dexterae, Tu rite promissum Patris, sermone ditans guttura. Accende lumen sensibus; infund[e] amorem cordibus; infirma nostri corporis virtute firmans perpeti. Hostem repellas longius, pacemque dones protinus: ductore sic te praevio vitemus omne noxium. Per Te sciamus da Patrem, noscamus atque Filium; Tequ[e] utriusque Spiritum credamus omni tempore. Deo Patri sit gloria et Filio, qu[i] a mortuis surrexit, ac Paraclito in saeculorum saecula. |